# Nikki Sanderson
Nikki Ann Sanderson (Bury, 28 marzo 1984) è un'attrice e conduttrice televisiva britannica.
Tra le sue interpretazioni più note, figurano quelle nel film horror  Boogeyman 3  (2008) e quelle nelle serie televisive Coronation Street (1999 - 2005) e Heartbeat (2008 - 2009).

## Biografia

### Vita privata
Ha avuto una storia, dal 2005 al 2009, con il collega Danny Young, conosciuto sul set della serie televisiva Coronation Street.

## Filmografia

### Cinema
- Clubbed, regia di Neil Thompson (2008)
- Boogeyman 3, regia di Gary Jones (2008)

### Televisione
- Coronation Street - serie TV, 76 episodi (1999-2005)
- Children's Ward - serie TV (2000)
- Holby City  - serie TV, 1 episodio (2006)
- Strictly Confidential - serie TV, 2 episodi (2006)
- New Street Law - serie TV, 3 episodi (2006-2007)
- The Afternoon Play - serie TV, 1 episodio (2007)
- Cold Blood - serie TV, 1 episodio (2007)
- Heartbeat - serie TV, 30 episodi (2008-2009)
- Casually - serie TV, 1 episodio (2012)
- Crime Stories - serie TV, 1 episodio (2012)
- Hollyoaks - serie TV (2012-)

## Programmi televisivi (Lista parziale)
- 2005: Avenue of the Stars: 50 Years of ITV